# Гасанов, Аллахверды Гюльмамед оглы
Аллахверды Гюльмамед оглы (Гюльмалы оглы) Гаса́нов (азерб. Allahverdi Gülməmməd oğlu Həsənov; 1908, Зангезурский уезд — 25 августа 1975, Зангеланский район) — советский азербайджанский хлопковод, Герой Социалистического Труда (1948).

## Биография
Родился в 1908 года в селе Вторые Алибейли Зангезурского уезда Елизаветпольской губернии (ныне село Алыбейли Зангеланского района Азербайджана).
Участник Великой Отечественной войны. Участвовал в битвах с марта 1944 года в рядах 796 стрелкового полка 141 стрелковой дивизии и 755 стрелкового полка 217 стрелковой дивизии. Во время боев в районе деревни Макувица близ Варшавы в рукопашной схватке уничтожил 3 гитлеровцев и будучи раненым, руководил взводом, пока не отразил атаки противника. Дослужился до звания лейтенанта.
С 1932 года главный счетовод колхоза имени Чкалова Зангеланского района, заведующий Зангеланским районным отделом сельского хозяйства, на различных должностях в Зангеланском райкоме партии и исполкоме Зангеланском районного Совета депутатов трудящихся. В 1947 году обеспечил своей работой перевыполнение в целом по району планового сбора хлопка на 82,6 процентов. 
Указом Президиума Верховного Совета СССР от 10 марта 1948 года за Алиеву Али Али оглы/кызы присвоено звание Героя Социалистического Труда с вручением ордена Ленина и золотой медали «Серп и Молот».
Активно участвовал в общественной жизни Азербайджана. Член КПСС с 1932 года.
Скончался 25 августа 1975 года в городе Зангелан.